# Civilization IV: Colonization

## Ігровий процес
Civilization IV: Colonization — римейк гри Сіда Меєра Colonization на рушій Civilization IV що вийшов у 2008 році. Як і в оригінальній грі, гравці управляють поселенцями однієї з кількох Європейських націй, які намагаються колонізувати Новий Світ шляхом дипломатії або війни. Завданням гравця є створення колоній, достатньо сильних, щоб проголосити незалежність від свого монарха.
Гравець може обрати одну з чотирьох європейських держав, кожна з яких надає гравцеві певні бонуси: Англія (більший приплив іммігрантів), Франція (більш згідливі індіанці), Нідерланди (більш прибуткова торгівля) та Іспанія (досвід в дослідженнях нової місцевості і завоюваннях). На відміну від оригіналу, гравець також зможе вибирати одного з двох лідерів. Також згадується можливість захоплювати більш просунуте озброєння у переможених ворожих солдатів (наприклад, індіанський воїн може відібрати у вбитого мушкетера його зброю і скористатися ним).

Геймплей Civilization IV: Colonization

Як і в оригіналі, замість наукових досліджень, гравець обирає членів в Континентальний конгрес, кожен з яких дає певні переваги. Наприклад, вибір великого дослідника Магеллана в Конгрес збільшує швидкість руху кораблів, тоді як вибір політика Бенджаміна Франкліна допомагає гравцеві уникнути конфлікту з іншими колоніями. На відміну від оригіналу, нації не можуть обирати одних і тих самих батьків-засновників. Також, деякі батьки-засновники приєднаються тільки під певними умовами.
Після оголошення незалежності, гравець отримує можливість обрати тип уряду нової держави. Наприклад, якщо гравець побажає залишити монархію, то не втратить здатність торгувати з Європою під час війни за незалежність.
Гра працює на оновленій версії рушія Civilization IV із змінами, що включають покращену графіку, оптимізований код, і змінений інтерфейс. З цими покращеннями, Colonization вимагає відеокарти, з підтримкою шейдерів 1.1.
Civilization IV: Colonization для Microsoft Windows надійшла у продаж 24 вересня 2008 року

## Цивілізації
Гравцю надається можливість обрати одну з чотирьох європейських держав, кожна з яких має певні переваги. Крім того, з кожної держави, гравець може вибрати одного з двох колоніальних лідерів, які мають додаткові здібності.